# Pieltainerianthus luzonicus
Pieltainerianthus luzonicus är en insektsart som först beskrevs av Bolívar, C. 1944.  Pieltainerianthus luzonicus ingår i släktet Pieltainerianthus och familjen Chorotypidae. Inga underarter finns listade i Catalogue of Life.